# Adelson Elias
Adelson Elias, né à Petit-Goâve le 2 janvier 1983, est un poète, écrivain, enseignant et journaliste haïtien.

## Biographie
Adelson Elias, né à Petit-Goâve le 2 janvier 1983, a grandi à Cité Soleil jusqu’à l’âge de 14 ans. «Cité Soleil», qu’il dit  «toujours glacée et faite de trains qui volent les fleurs et de bouts de canne à sucre». Poète, écrivain, enseignant et journaliste, Adelson est passionné de littérature, plus particulièrement de poésie. Il a créé «Parenthèses littéraires» en 2018, un club d'échanges littéraires, aidé par son ami Wismy Faustin, passionné de peinture et de lettres. Adelson a créé "Parenthèses littéraires" parce que touché de la carence éclatante d’espaces littéraires dans la ville et conscient des propositions (boîtes, ti sourit et atè plat) bien peu avantageuses comme alternatives pour les jeunes. C’était un peu créer un lieu pouvant jouer le rôle de contrepoison à tout cela. 
Pour Adelson, «Parenthèses littéraires» est la proposition d’un autre univers pour les jeunes, un espace qui leur parle de choses qui ne blessent pas et qui aiguisent, d’une certaine façon, leur conscience par rapport à la réalité ambiante : la poésie. Il anime des ateliers de poésie et publie des lectures de poèmes dans des revues et des  quotidiens haïtiens. Il a également collaboré à deux anthologies, l’une en 2016, Écrire pour ne pas oublier, (en hommage aux milliers d’Haïtiens frappés de plein fouet par l’ouragan Matthieu), l’autre en 2018, On assassine pas un poète (en hommage au poète Willems Édouard). 
Adelson a collaboré à diverses revues  le Capital des mots, Le coquelicot, Lichen, Eclectique, Margelles. 
En 2019, il a  publié son premier recueil de poèmes «Ossements ivres» chez Bruno Guattari Éditeur . Le 4 octobre 2022, il a signé à Petit-Goâve, sa ville natale, son deuxième recueil de poèmes intitulé : Limbes qui tremblent suivi de Adlyne Bonhomme  de sel et d’eau  publié chez les Éditions Floraison. La main. L'eau. Le sang, ce sont les trois termes qui reviennent constamment sous la plume d’Adelson Élias à travers son deuxième  recueil de poèmes. Il associe à ces trois constantes d'autres réalités comme la rue, la ville, le silence comme si tout le pays saignait, c'est dans la complicité la plus exténuante des passants et le mutisme le plus révoltant. 
Il a participé à la 6e édition (Marathon du livre) à Petit-Goâve le 14 décembre 2019. Aussi Il a été animateur dans les deux journées d’ateliers de slam / poésie, qui ont été organisées à Petit-Goâve au lycée Faustin Soulouque du 21 au 22 juin dans le cadre du premier numéro du festival «Slam en folie» .
12 janvier 2020,  il a publié un texte intitulé Dire la faille : Appel aux semences des larmes dans la revue Le temps Littéraire.  

## Œuvres

### Poésie
- ossements ivres
- Limbes qui tremblent suivi de Adlyne  de sel et d’eau

### Articles publiés
- Adlyne Bonhomme

## Référénces
1. 1 2  « Adelson Elias : « La poésie est le lieu d’un regard vers l’autre » - », 19 septembre 2020 (consulté le 31 mars 2022)
2. ↑  « Margelles n° 1, printemps 2020 ⋆ Ent’revues », sur Ent’revues (consulté le 15 avril 2022)
3. ↑  (en) « Adelson Élias à travers Les limbes qui tremblent », sur Le Nouvelliste (consulté le 31 mars 2022)
4. ↑  « « Adlyne de sel et d’eau », trésor des instants confiés à la mémoire d’Adelson Elias - » (consulté le 31 mars 2022)
5. ↑  (en) « Le 6e Marathon du livre à Petit-Goâve, un acte de foi », sur Le Nouvelliste (consulté le 31 mars 2022)
6. ↑  Adlyne Bonhomme, « Ateliers à Petit-Goâve : pour mettre les mains des écoliers au contact de la pâte du langage », sur Palmes Magazine, 25 juin 2019 (consulté le 31 mars 2022)
7. ↑  « Le Temps Littéraire », sur Le Temps Littéraire (consulté le 31 mars 2022)